# Volo United Arab Airlines 869 (1962)
Il volo United Arab Airlines 869 era un volo passeggeri di linea operato da un de Havilland DH-106 Comet 4C da Hong Kong via Bangkok al Cairo. Il 19 luglio 1962 alle 13:30 UTC, l'aereo partì da Hong Kong per la prima tratta del volo con 18 passeggeri e 8 membri dell'equipaggio. Il volo proseguì normalmente fino all'inizio dell'avvicinamento a Bangkok, quando si schiantato nella catena montuosa di Khao Yai 96 km a Nord-Est di Bangkok alle 15:44 UTC. Non ci furono sopravvissuti.
L'indagine determinò come probabile causa del disastro una sequela di errori di navigazione da parte del pilota in comando, che "hanno comportato gravi errori di tempo e di distanza nei suoi calcoli".

## L'aereo
L'aereo era un de Havilland DH-106 Comet 4C, numero di costruzione 6464, consegnato alla United Arab Airlines nel 1962. Al momento dell'incidente era in servizio sotto la compagnia aerea da soli 3 mesi.
Era dotato di doppi ricevitori VOR, Doppler e cercatori di direzione automatici.

## L'incidente
Il volo 869 decollò dall'aeroporto di Hong Kong Kai Tak per la prima tappa del suo viaggio al Cairo.
Alle 15:08 UTC il Comet passò il confine della Regione per le Informazioni di volo di Bangkok e prese contatto con il controllo del traffico aereo di Bangkok alle 15:14. Alla radio il volo 869 informò l'ATC di aver superato l'NDB Ubol alle 15:13 UTC e richiese di volare direttamente fino al VOR di Bangkok. Il controllore accolse la richiesta e alle 15:17 l'equipaggio riportò l'orario di arrivo previsto (ETA) per le 15:47. Un ulteriore rapporto fornì l'ETA del loro attraversamento del perimetro a 100 miglia dal VOR per le 15:30 UTC.
I piloti riferirono di aver attraversato il perimetro alle 15:29, passando al Controllo di Bangkok. Al contatto iniziale con il controllo di Bangkok alle 15:30, l'equipaggio chiede di poter scendere, segnalando che la loro posizione era a 90 miglia dal VOR. Il controllo di Bangkok incaricò quindi l'equipaggio di scendere a 4000 piedi mentre seguiva la radiale 073 del VOR di Bangkok, istruzione confermata dall'equipaggio. Durante la discesa, i piloti vennero informati delle condizioni meteorologiche a Bangkok e di contattare il Controllo per l'Avvicinamento di Bangkok alle 15:39 UTC.
Il controllo del traffico di Bangkok iniziò ad occuparsi dell'aereo alle 15:40 UTC. Alla prima chiamata l'equipaggio fornì un nuovo ETA al VOR alle 15:44 e riferito che stavano scendendo da 13.000 piedi. Il controllo di avvicinamento autorizzò il Comet ad avvicinarsi alla pista 21R dopo aver attraversato il VOR.
Ogni contatto andò perso alle 15:50. La caduta del volo 869 venne stimata intorno alle 15:44-15:45 UTC.

## L'indagine
È stato determinato che l'aereo volava a una velocità al suolo di 455 mph. Con questa velocità, la reale distanza del Comet dal VOR di Bangkok era di 137 miglia, invece delle 90 miglia stimate durante il rapporto di posizione alle 15:39.